# Donald Francis
Donald Pinkston Francis (né le 24 octobre 1942), communément appelé Don Francis, est un médecin épidémiologiste américain. Il a d'abord travaillé sur le virus Ebola en Afrique dans les années 1970, puis a participé à des recherches et à la lutte contre le SIDA.

## Don Francis au cinéma
Son personnage, joué par Matthew Modine, est le rôle principal du téléfilm Les Soldats de l'espérance (And The Band Played On), qui retrace l'histoire de l'apparition du SIDA telle qu'on le connaissait en 1993.